# Segle VI
El segle VI és un període de la primera edat mitjana que comprèn els anys inclosos entre el 501 i el 600. Està marcat per una forta ruralització i la pèrdua de poder d'Occident en favor de Bizanci i Pèrsia, que conserven el llegat clàssic i el fan evolucionar amb aportacions pròpies.

## Política
Justinià I intenta reviure el poder romà i porta a terme un seguit de campanyes militars contra els perses exitoses gràcies a Belisari, general romà d'Orient hereu de les tàctiques romanes imperials. També reforma les lleis per assegurar una major unitat administrativa, legislativa - com per exemple amb la redacció del Corpus Juris Civilis - i cultural (incloent la religiosa, per això va encetar una sèrie de campanyes de persecució dels heretges i pagans), per mirar d'evitar la disgregació interna que havia portat a fer fallida a l'imperi occidental. Es va fer fort al nord d'Àfrica i volia tornar a governar Itàlia, per la càrrega simbòlica que suposava, però tot i vèncer els ostrogots, no va poder mantenir el territori durant molt de temps.
Entre els nous amos d'Europa, van començar a destacar els francs (que van dominar la zona de les futures França i Alemanya) i els visigots, amb la seva capital a Toledo. A l'est, es va produir l'establiment de Carantània, primer estat independent i estable dels eslaus. Els irlandesos s'instal·len a Caledònia, la futura Escòcia.
A Orient, l'imperi Sassànida va viure un nou auge amb Khosrau I. Ctesifont, la seva capital, es converteix en la ciutat més poblada del món. Al Japó s'entra al Període Asuka mentre que a la Xina domina durant gairebé tot el segle la inestabilitat precedent, fins a la unificació duta a terme per la Dinastia Sui. Aquests van haver de lluitar amb els göktürks, un poble nòmada que dominava la part central d'Àsia. A Núbia i Sudan s'estableixen tres regnes independents que lluitaran entre si pel control de la zona fins a l'edat moderna.

## Economia i societat
A Bizanci la divisió social es va escenificar en l'esportiva, sent un precedent dels derbis futbolístics del segle xx. Els seguidors de diferents equips a les curses de carros van esdevenir rivals també al carrer (sovint basant la seva adscripció en la classe social i la fe) i van protagonitzar un aixecament el 532 (aldarulls de Nika). El que va començar sent una baralla entre aficionats va esdevenir una revolta contra el poder imperial que va acabar amb més de 30000 morts, destrucció dels principals monuments i una repressió duríssima contra els líders de cada facció.
El 535, aproximadament, es va produir una gran erupció volcànica que va refredar el clima de forma brusca durant uns anys, tal com recullen de forma independent fonts escrites de diferents cultures. Aquest canvi climàtic va afectar també les collites europees, minvades per la crisi general que encara s'arrossegava des de la fi de l'Imperi romà. La majoria de la població s'agrupa en petites viles que s'autoabasteixen, fet que comporta una ruralització generalitzada del continent. A Bizanci esclata una gran epidèmia de pesta que s'expandeix pel sud-est asiàtic i fa minvar dràsticament la seva població (amb més de dos milions de morts). Les revifades d'aquesta plaga duraran dos segles sencers i afectaran tot l'hemisferi oriental.
La seda, importada de la Xina a través de la ruta homònima, comença a ser conreada a Constantinoble i s'incrementa així el seu comerç. La balena és el centre dels intercanvis a la cultura de Thulé (Alaska), com passarà durant segles a pobles àrtics i insulars.

## Invencions i descobriments
Dionís l'Exigu reforma el calendari i el fa començar amb el naixement de Crist. Tot i que probablement va errar en l'any històric del naixement de Jesús, aquesta convenció continua usant-se com a punt d'inflexió en la cronologia.
A Pèrsia va néixer el backgammon (atribuït a Burzoe), un dels grans jocs de tauler d'estratègia. La primera menció del paper higiènic es va produir a la Xina a principis de segle. Entre els francs es va començar a usar l'arnès amb els cavalls. El cristianisme ortodox va iniciar nous experiments amb l'ús de la cúpula a les seves esglésies, i es va inventar la petxina (arquitectura) com a sistema de suport.

## Art, cultura i pensament
El segle VI veu créixer la influència de la religió en la vida quotidiana. El budisme s'expandeix a l'Àsia, especialment al Japó i el Vietnam. Els visigots hispànics es converteixen massivament al cristianisme, esdevenint un feu de propagació del cristianisme (encara que als primers segles van professar un culte heterodox). Agustí de Canterbury, enviat pel Papa Gregori I, aconsegueix que també els anglesos decideixin seguir la fe cristiana.
Benet de Núrsia funda l'orde benedictí i amb ell un nou concepte de vida monàstica que s'imposara durant el període medieval. Inclou un seguit de regles de conducta per als monjos, basades en el treball i l'oració, i estimula la producció cultural que seria una constant als scriptoria posteriors. Cassiodor seria un altre gran impulsor de la cultura monàstica, ja que gràcies a ell es van salvar nombrosos manuscrits clàssics perquè considerava que a través de l'exemple i la bellesa antiga es podia elevar l'ànima dels monjos. Aquests monestirs funcionarien com els més importants centres d'educació occidentals.
A Orient, en canvi, van continuar amb el model d'acadèmia d'influència grega. Destaca la inauguració de la de Gundeshapur (Iran), una de les més renom del període preislàmic. Justinià I clausura les que estan establertes als seus dominis, acabant amb la tradició neoplatònica. Els savis pagans es refugien en territori persa, on també arriba la cultura budista i es produeix un autèntic mestissatge cultural.
Jordanes escriu la seva història sobre els gots, essent una de les principals fonts per conèixer aquest poble. Un altre historiador remarcable del període és Procopo, que glossa el passat romà d'Orient. El Breviari d'Alaric recull el dret romà adaptat a la realitat visigòtica. Durant aquests anys hauria regnar el rei Artús segons la llegenda.
Dins l'àmbir filosòfic, cal destacar l'obra de Boeci Consolació de la filosofia, una de les més copiades durant tota l'edat mitjana, on l'autor escriu des de la presó. A Orient, Mazdak publica les seves idees, entre elles el concepte que la propietat privada és la font de tot el mal que existeix al món.